# Télescope solaire McMath-Pierce
Le télescope solaire McMath-Pierce est un télescope solaire de 1,6 m situé à l'observatoire de Kitt Peak, en Arizona. Le bâtiment a été inauguré en 1962. Il est nommé en honneur des astronomes américains Robert McMath (en) et Keith Pierce (en).

## Construction
En 1955, un comité mis en place par la National Science Foundation a préconisé la construction d'un télescope solaire. À l'automne 1957, des plans détaillés sont dessinés pour trois structures possibles qui ont toutes comme point commun d'avoir cette forme en triangle.
Le télescope est un instrument triple. En plus du miroir primaire de 1,61 m alimenté par un héliostat de 2,03 m, il y a deux télescopes alimentés par des héliostats de 0,81 m montés à côté de l'héliostat principal. Ces deux instruments ont des miroirs primaires de 1,07 m et de 0,91 m.